# Акмеизъм
Акмеи́зъм (от гр. άχμη — висша степен, връх, цъфтеж, разцвет) — литературно течение в руската поезия, противостоящо на символизма и възникнало в началото на 20 век. Акмеистите провъзгласявали материалността, предметността на тематиката и образите, точността на думата (от позицията „изкуство заради самото изкуство“).
Главен теоретик на руския акмеизъм е Николай Гумильов, а най-близките му предшественици са И. Аненски и М. Кузмин.